# Extremities
Extremities ist ein US-amerikanisches Filmdrama aus dem Jahr 1986. Die Regie führte Robert M. Young, das Drehbuch schrieb William Mastrosimone anhand seines Theaterstücks aus dem Jahr 1982. Die Hauptrolle spielte Farrah Fawcett.

## Handlung
Die in einem Museum tätige Marjorie teilt die Wohnung mit zwei anderen Frauen. Eines Nachts wird sie in ihrem Auto von Joe angegriffen, der sie vergewaltigen will, was misslingt. Marjorie kann fliehen. Der Täter kommt allerdings während des Kampfes in den Besitz ihrer Ausweispapiere.
Marjorie fürchtet einen erneuten Angriff und wendet sich an die Polizei, die ihr jedoch nicht helfen will. Sie hört, es gebe keine Joe belastenden Beweise.
Joe überfällt Marjorie in ihrer Wohnung und schlägt sie zusammen. Es gelingt ihr, dem Täter Insektenspray in die Augen zu sprühen. Sie überwältigt und fesselt ihn. Zuerst will sie mit dem Auto fliehen, aber der Wagen springt nicht an. Sie geht wieder ins Haus und schließt Joe durch ein angebrachtes Gitter im Kamin des Wohnzimmers ein.
Als die Mitbewohnerin Terry kommt, diskutieren die Frauen darüber, was sie mit dem gefesselten Joe tun sollten. Marjorie fürchtet weitere Überfälle und will ihn töten und im Garten begraben, was Terry schockiert.
Patricia kommt hinzu. Schließlich rufen die Frauen die Polizei.

## Synchronisation
Die deutsche Fassung entstand bei der Cine-Phon Filmproduktions GmbH in Berlin. Das Dialogbuch schrieb Christine Lembach. Die Regie übernahm Peter Baumgartner.
| Darsteller       | Rolle            | Synchronsprecher  |
| ---------------- | ---------------- | ----------------- |
| Farrah Fawcett   | Marjorie         | Anita Lochner     |
| James Russo      | Joe              | Ulrich Gressieker |
| Alfre Woodard    | Patricia         | Regina Lemnitz    |
| Diana Scarwid    | Terry            | Joseline Gassen   |
| Sandy Martin     | Sudow            | n.n.              |
| Eddie Velez      | Officer#1        | Michael Nowka     |
| Michael Hennessy | Bob the Pizzaman | Thomas Petruo     |

## Kritiken
Pat Graham schrieb im Chicago Reader, dass es im Film keine Charaktere aus Fleisch und Blut gebe. Sie kritisierte das Drehbuch und die Regie.
Die Inszenierung wurde auf prisma.de als solide bezeichnet, die Darstellung von Farrah Fawcett wurde gelobt. Es wurde kritisiert, dass der Film der Problematik der Vergewaltigung „nicht gerecht“ werde.

## Auszeichnungen
Farrah Fawcett wurde im Jahr 1987 für den Golden Globe Award nominiert.
Die Deutsche Film- und Medienbewertung FBW in Wiesbaden verlieh dem Film das Prädikat wertvoll.

## Hintergründe
Farrah Fawcett spielte die Rolle von Marjorie bereits in dem verfilmten Theaterstück.
Das Einspielergebnis in den Kinos der USA betrug 13,4 Millionen US-Dollar.